# Yosuke Ideguchi
Yosuke Ideguchi (n. 23 august 1996, Prefectura Fukuoka, Japonia) este un fotbalist japonez.
În cariera sa, Ideguchi a evoluat la Gamba Osaka, Cultural Leonesa și Greuther Fürth. Între 2017 și 2019, Ideguchi a jucat 15 meciuri și a marcat 2 goluri pentru echipa națională a Japoniei.

## Statistici
| Japonia | Japonia | Japonia |
| An      | Meciuri | Goluri  |
| ------- | ------- | ------- |
| 2017    | 11      | 2       |
| 2018    | 1       | 0       |
| 2019    | 3       | 0       |
| Total   | 15      | 2       |